# Ненсі Ґарапік
Ненсі Ґарапік (англ. Nancy Garapick, 24 вересня 1961) — канадська плавчиня.
Призерка Олімпійських Ігор 1976 року.
Призерка Чемпіонату світу з водних видів спорту 1975, 1978 років.
Призерка Панамериканських ігор 1979 року.